# Moraz Live / Abbey Road
Moraz Live/ Abbey Road is een studioalbum van Patrick Moraz. Het woord “live” in de titel verwijst naar het feit dat Moraz de muziek live inspeelde (tracks 1-11) in de Abbey Road Studio ter voorbereiding van zijn studioalbum Human interface. De muziek doet af en toe denken aan de fusionalbums van Weather Report en Steps Ahead.

## Muziek
| Nr. | Titel                                             | Duur |
| --- | ------------------------------------------------- | ---- |
| 1.  | Introductie                                       | 0:40 |
| 2.  | Overture/Electronica classica                     | 4:47 |
| 3.  | Night lights                                      | 4:20 |
| 4.  | Scoops of love                                    | 0:49 |
| 5.  | Molecular symphony (deel 1)                       | 3:23 |
| 6.  | The godmother theme                               | 5:46 |
| 7.  | Age du tertiaire                                  | 4:42 |
| 8.  | Stresslessness                                    | 6:13 |
| 9.  | Night in Kyoto                                    | 9:56 |
| 10. | Interview                                         | 0:59 |
| 11. | Piano soul                                        | 2:57 |
| 12. | Late night run                                    | 4:35 |
| 13. | The space between                                 | 5:48 |
| 14. | The space between                                 | 5:48 |
| 15. | Molecular symphony (deel 4 (mysterioso, allegro)) | 5:04 |